# Chicagský symfonický orchestr
Chicagský symfonický orchestr (CSO) založil dirigent Theodore Thomas v roce 1891. Soubor má sídlo v chicagském Symfonickém centru. Během letní sezóny účinkuje na Ravinijském festivalu pořádaném pod širým nebem. Ředitelem orchestru je Riccardo Muti, který funkci zastává od roku 2010. CSO je jeden z pěti amerických orchestrů, zařazovaných do "velké pětky".

## Historie

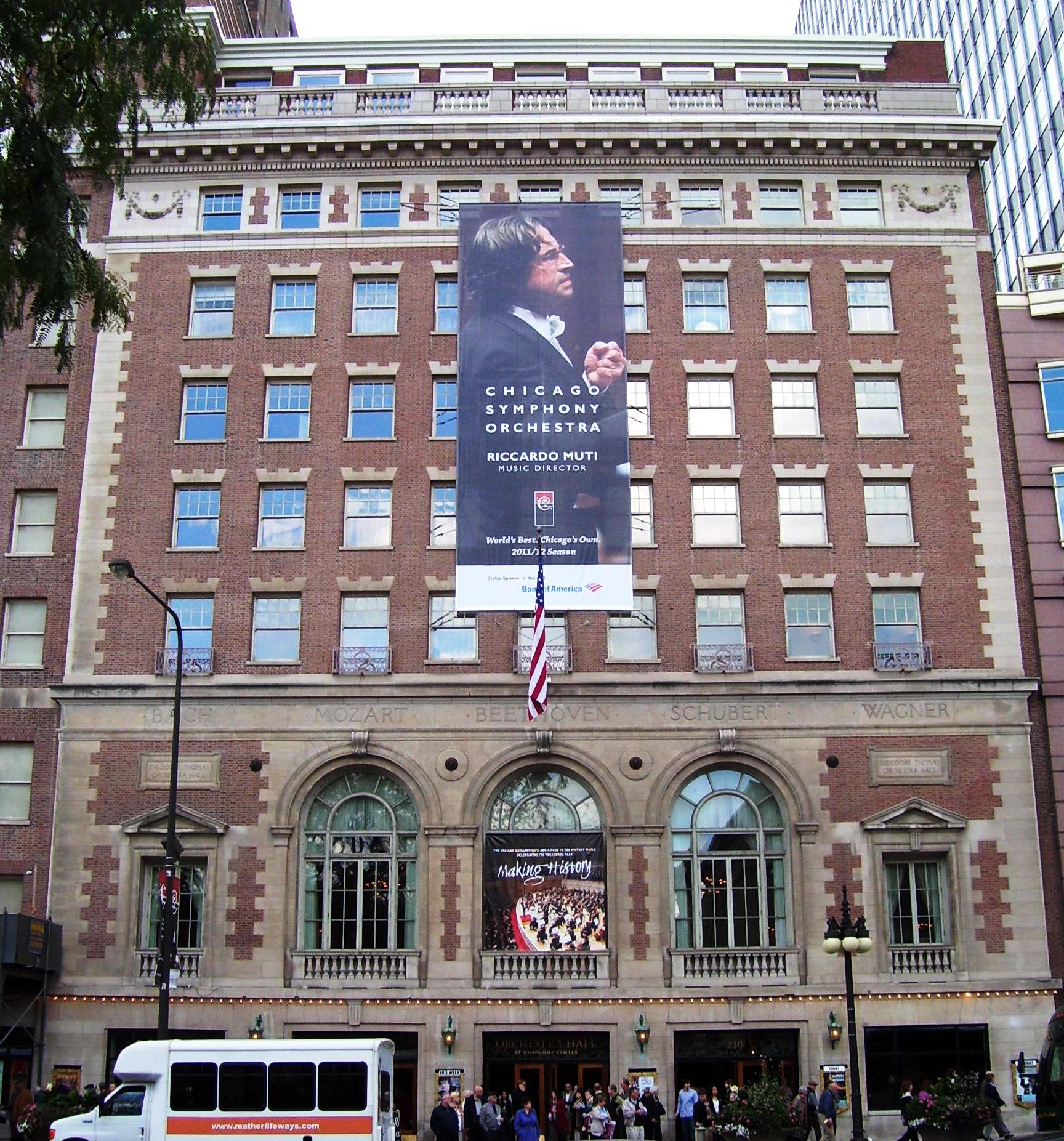
Sídlo orchestru v roce 2011

Roku 1890 podnítil chicagský obchodník Charles Norman Fay Theodora Thomase, aby v Chicagu založil symfonický orchestr. Svůj první koncert sehrál soubor pod názvem "Chicagský orchestr" 16. října 1891 v místním Auditorium Theatre. CSO je jeden z nejstarších symfonických orchestrů ve Spojených státech spolu s Newyorskou filharmonií, Bostonským symfonickým orchestrem a Symfonickým orchestrem ze Saint Louis.
Budovu, kde CSO sídlí (Symphony Center), navrhl místní architekt Daniel Burnham; dokončena byla v roce 1904. Thomas zastával funkci ředitele orchestru třináct let až do své smrti několik dní poté, co byla budova 14. prosince 1904 slavnostně otevřena. V roce 1905 se filharmonie přejmenovala na Orchestr Theodora Thomase. V současnosti nese sídlo filharmonie název "Theodore Thomas Orchestra Hall", jak zní i nápis na fasádě budovy.
Roku 1905 se hudebním ředitelem stal Frederick Stock. Ve funkci zůstal až do své smrti v roce 1942. Roku 1913 získal orchestr svůj dnešní název.
V následujících letech byli hudebními řediteli Désiré Defauw, Artur Rodziński, Rafael Kubelík, Fritz Reiner, Jean Martinon, Georg Solti a Daniel Barenboim.

Dne 5. května 2008 ohlásil CSO, že se jeho desátým hudebním ředitelem stane Riccardo Muti. 

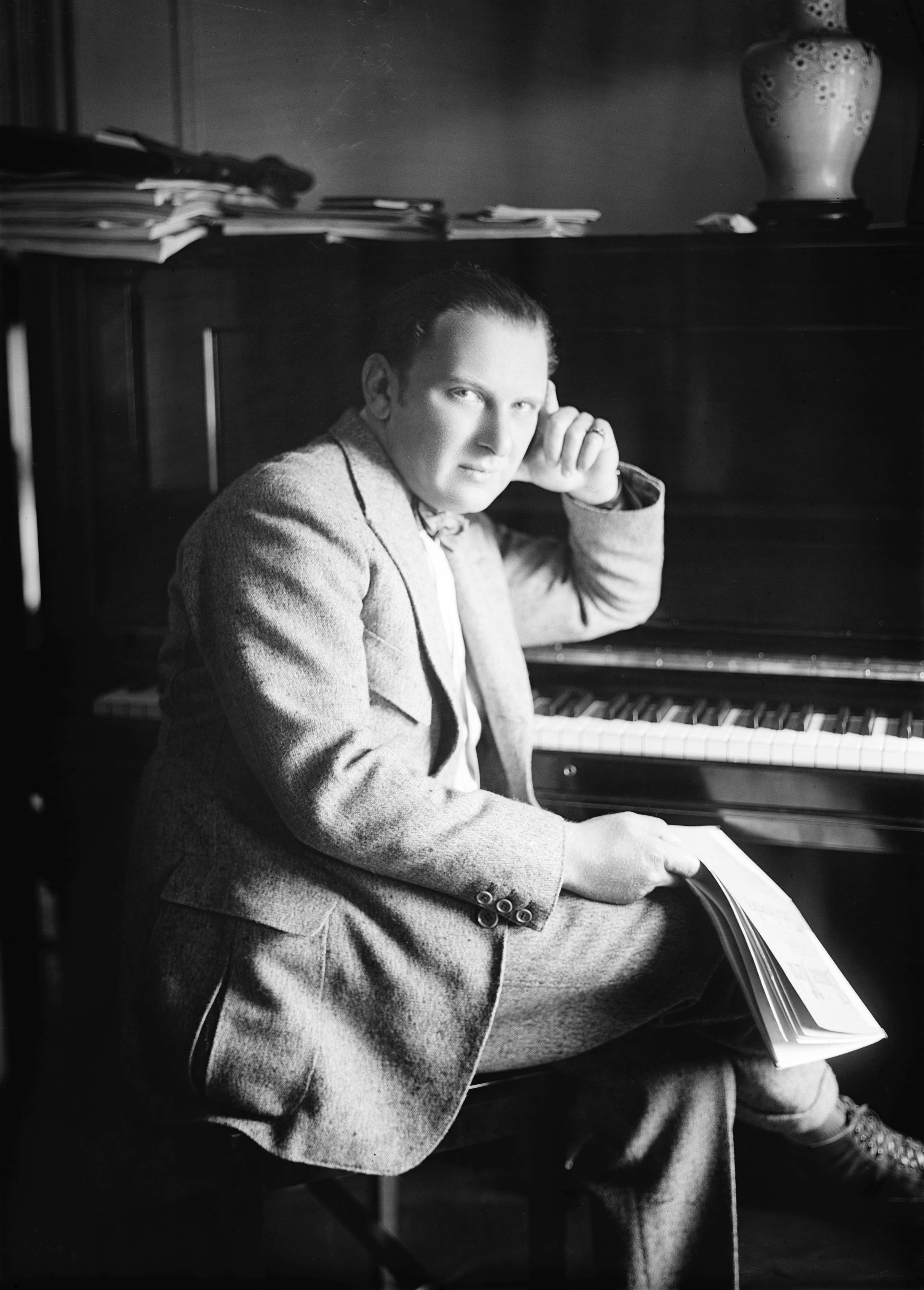
Fritz Reiner

 Uzavřel smlouvu na pět let s tím, že jeho první sezóna proběhne v letech 2010/2011. Posléze byla jeho smlouva obnovena na dalších pět let, do sezóny 2020. Poslední Mutiho smlouva s CSO, zveřejněná v lednu 2018, platila až do sezóny 2021/2022. V lednu 2020 CSO potvrdil, že Muti ukončuje své působení na konci sezóny 2021/2022.
S orchestrem spolupracovali mnozí významní dirigenti a skladatelé, např. Thomas Beecham, Leonard Bernstein, Aaron Copland, Edward Elgar, Morton Gould, Paul Hindemith, Erich Kunzel, Erich Leinsdorf, Charles Munch, Eugene Ormandy, André Previn, Sergej Prokofjev, Sergej Rachmaninov, Maurice Ravel, Arnold Schoenberg, Leonard Slatkin, Leopold Stokowski, James Levine, Richard Strauss, George Szell, Klaus Tennstedt, Michael Tilson Thomas, Bruno Walter a John Williams. Mnozí z těchto hostů pořídili s orchestrem nahrávky. Jediná pohostinská vystoupení Carlose Kleibera v USA se uskutečnila právě s CSO, a to v říjnu 1978 a červnu 1983.
Tři hlavní hostující dirigenti u orchestru byli Carlo Maria Giulini, Claudio Abbado a Pierre Boulez.
Ve spolupráci s místní rozhlasovou stanicí WFMT pořádá orchestr každoročně dobročinnou akci původně nazvanou Chocagský rozhlasový maraton, nově pak Radiothon a Symphonython. V letech 1986–2008 vydával orchestr jako součást této akce ze svého archivu nahrávek dvojalba. Kromě toho vyšly rozsáhlejší soubory nahrávek a rarit: (CSO – Prvních 100 let, 12 CD, 1991; CSO ve 20. století: Sběratelský výběr, 10 CD, 2000).

## Ravinijský festival

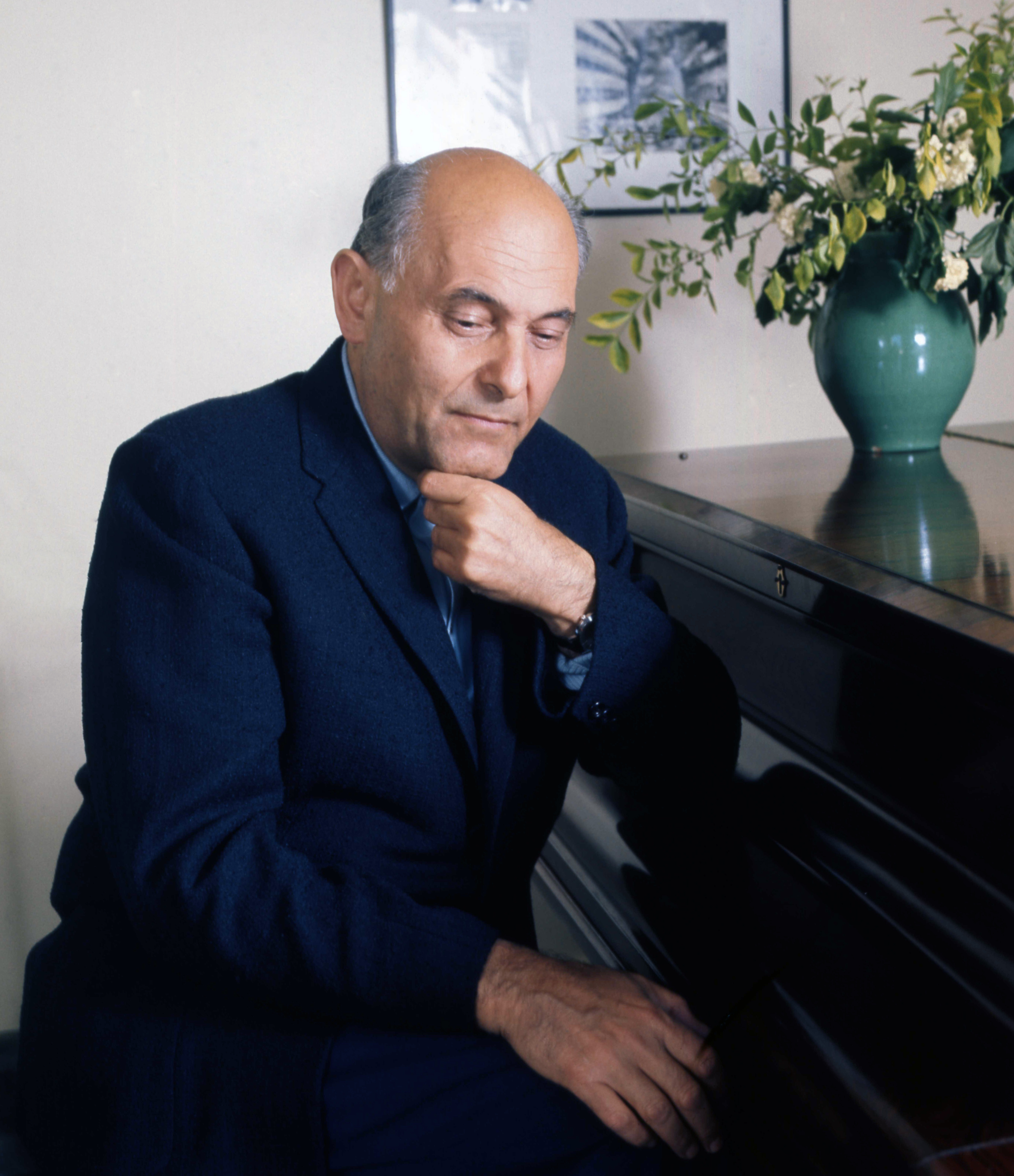
Sir Georg Solti v roce 1975

Pojmenovaný je podle stejnojmenného parku v Highland Park ve státě Illinois. CSO na něm vystoupil poprvé už na jeho druhém ročníku 20. listopadu 1905, a pak nepravidelně do srpna 1931, kdy byl park uzavřen v důsledku velké hospodářské krize. Orchestr vystoupil v prvním ročníku jeho znovuotevření 3. července 1936, od té doby je festival během léta jeho rezidenčním místem. Jedinou výjimkou je období pandemie covidu-19, kdy vedení festivalu zrušilo všechny akce v sezóně 2020.
Mnoho dirigentů debutovalo s CSC právě na Ravinijském festivalu a několik z nich se stalo hudebními řediteli festivalu, např. Seiji Ozawa (1964–68), James Levine (1973–93) a Christoph Eschenbach (1995–2003). James Conlon tuto funkci zastával v letech 2005–2015. Vedení festivalu poctilo Levina čestným titulem "Conductor Laureate" a uzavřelo s ním pětiletou obnovitelnou smlouvu počínaje rokem 2018. Poté, co byl Levin obviněn ze sexuálního zneužívání, s ním vedení festivalu ke 4. prosinci 2017 ukončilo veškerou spolupráci a zrušilo i pětiletý kontrakt, v jehož rámci měl dirigent na festivalu CS0 řídit. Nahradila ho Marin Alsopová, která působila jako první umělecká kurátorka v letech 2018 a 2019. V roce 2021 byla pověřena funkcí šéfdirigentky a kurátorky festivalu.

## Nahrávky
CSO pořídil za svou existenci množství nahrávek. Ty získaly celkem 63 cen Grammy udělovaných Národní akademií hudebního umění a věd. Stalo se tak v kategoriích album roku, sólových projektů, sborové, nástrojové a orchestrální tvorby.
Dne 1. května 1916 nahrál orchestr za řízení Fredericka Stocka pro společnost Columbia Records Svatební pochod z Mendelssohnovy předehry Sen noci svatojánské. Stock spolu s CSO pořídil mnoho nahrávek pro Columbii a Victor Talking Machine Company/ RCA Records. První elektrickou nahrávku pořídil orchestr pro společnost Victor v prosinci 1925. Zahrnovala předehru Karla Goldmarka Na jaře. Tyto rané elektrické nahrávky vznikly v chicagských studiích společnosti Victor; během několika let začala společnost pořizovat nahrávky CSO v jeho Symfonickém centru. Stock pro obě společnosti nahrával až do své smrti v roce 1942.

První hifi nahrávky orchestru pořídil v roce 1951 v domovském sále filharmonie pro Mercury Records Rafael Kubelík. Stejně jako první elektrické nahrávky, i tyto byly pořízeny na jeden mikrofon. Firma Philips pořídila jejich reedici na CD pod původní značkou Mercury včetně původního doprovodného textu. 

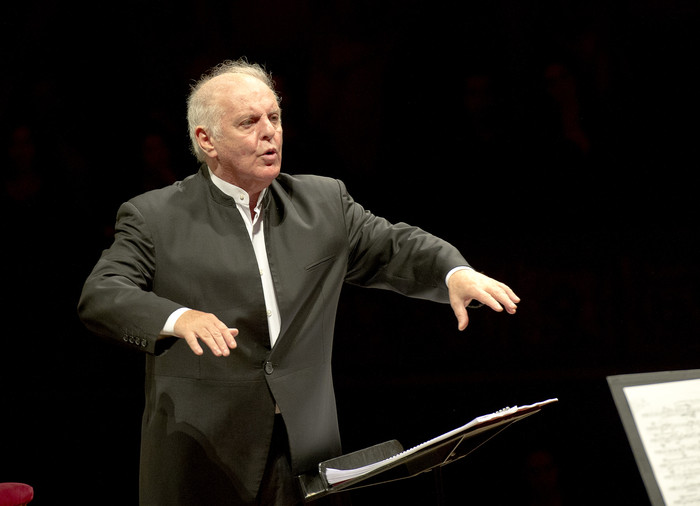
Daniel Barenboim v roce 2015

V březnu 1954 došlo i na první stereofonní nahrávku orchestru. Zasloužil se o ni Fritz Reiner a pořízena byla opět v sále orchestru. Dramaturgie vybrala dvě symfonické básně Richarda Strausse: Život hrdinův a Also sprach Zarathustra (Tak pravil Zarathustra). Reiner pokračoval v nahrávání pro RCA Victor až do roku 1963. Nahrávky většinou vznikaly v tříkanálovém systému. RCA je digitálně remasterovala a vydala je na CD a SACD. Také Jean Martinon nahrával s CSO během 60. let pro RCA Victor. I tyto nahrávky později vyšly v remasterované podobě na CD.
Sir Georg Solti nahrával hlavně pro firmu Decca Records. Tyto nahrávky vyšly v USA na labelu London a obsahují vysoce oceňovaný soubor Mahlerova díla. Ten byl nahraný na několika místech: v Medinah Temple v Chicagu, v Krannertově centru Univerzity Illinois a Sofiině sálu ve Vídni. Mnoho nahráek Gustava Barenboima vyšlo na labelu německé společnosti Teldec.
V roce 2007 založil CSO svou vlastní nahrávací společnost CSO Resound. Poté, co bylo dosaženo dohody s hudebníky orchestru, byla přijata opatření k digitálnímu vydávání nových nahrávek v online obchodech a na kompaktních discích. První nahrávka na tomto labelu vyšla na jaře 2007. Šlo o nahrávku Mahlerovy Symfonie č. 3 (Mahler) 3. symfonie v interpretaci Bernarda Haitinka. Následovaly nahrávky Brucknerovy 7. symfonie, Mahlerovy 6. symfonie a Šostakovičovy 4. symfonie (získala Grammy), vše pod Haitinkovou taktovou. Šostakovičovu 5. symfonii nahrál orchestr s dirigentem Myung-whun Chungem. Na albu Traditions and Transformations - Sounds of Silk Road Chicago, které obdrželo Grammy, se autorsky a jako kreativní konzultant podílel cellista Yo-Yo Ma. Další cenu Grammy získal CSO za nahrávku Verdiho Rekviem, nastudovanou Mutim.
CSO také nahrál hudbu ke dvěma filmům. První z nich se jmenuje Fantazie 2000 z roku 1999 (nastudoval Levin), druhý pak Lincoln z roku 2012 (nastudoval Williams). Výběr ze Soltiho nahrávky Bachových Pašií sv. Matouše byly použity ve filmu Casino (1995).

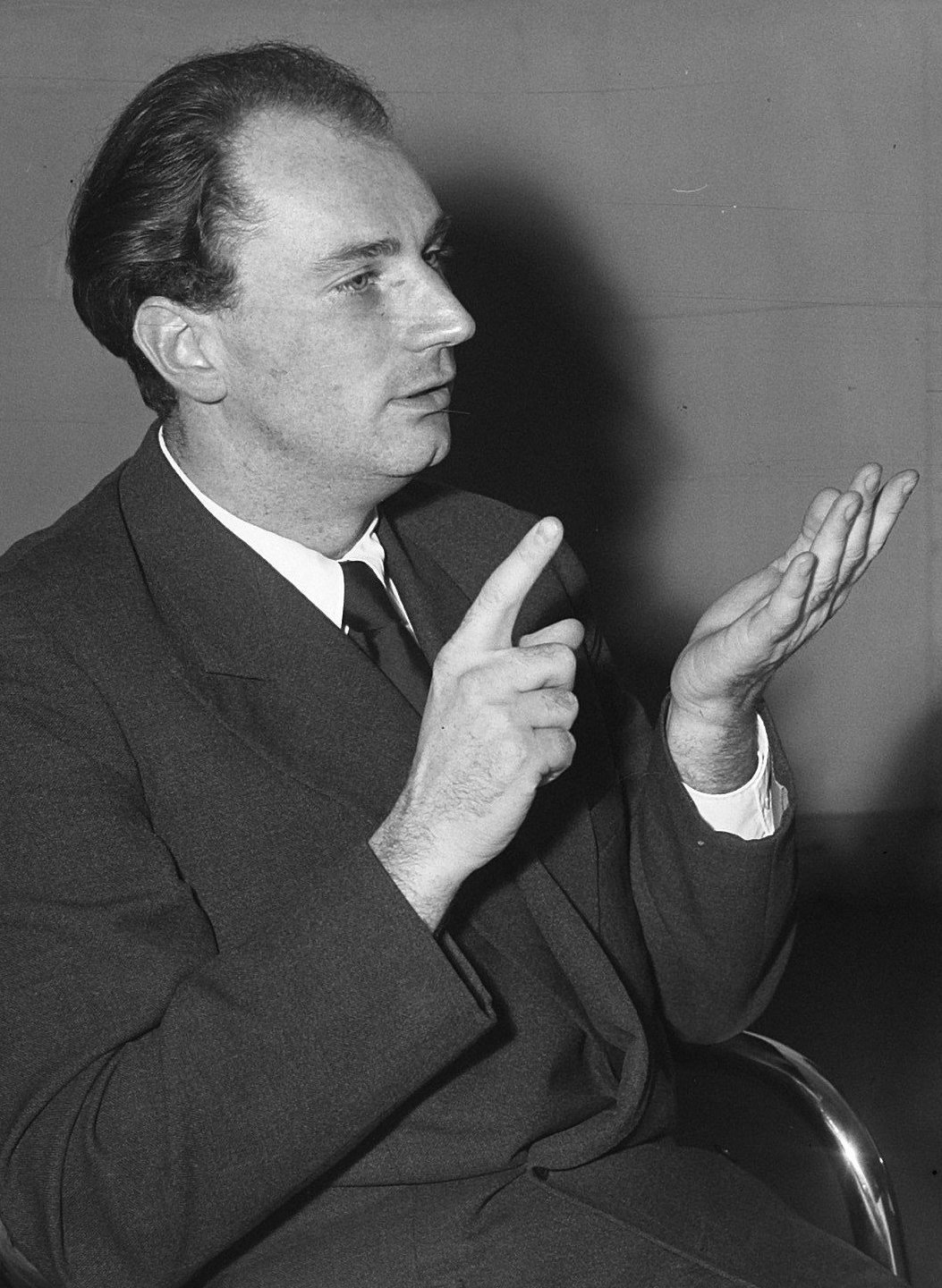
Rafael Kubelík v roce 1950

 Orchestr mívá na programu i skladby českých autorů. V roce 1973 zahrál světovou premiéru houslového koncertu č. 1 Bohuslava Martinů. Provedení řídil Georg Solti, sólový part přednesl Josef Suk. Martinů koncert složil v roce 1933, objeven byl až v roce 1968. Mnohokrát byla provedena Novosvětská Antonína Dvořáka. V letech 1955–1957 ji nahrál Fritz Reiner spolu s jeho Karnevalem, předehrou k Prodané nevěstě Bedřicha Smetany a Polkou a Fugou od Jaromíra Weinbergera. CD vyšlo v roce 2005. Českou stopu má orchestr také mezi dirigenty. V letech 1950–1953 byl šéfdirigentem Rafael Kubelík, který si přivedl jako asistenta Jiřího Šika.

## Spolupráce s rozhlasem a televizí
V rozhlasovém vysílání se orchestr poprvé objevil roku 1925. Od té doby se, i když zřídka, začaly koncerty orchestru v rozhlase vysílat. Od sezóny 1965/1966 začala chicagská rozhlasová stanice WFMT s pravidelnými stereofonními přenosy koncertů CSO. To trvalo do sezóny 1968/1969. Obnovily se v roce 1976; sezóna 2000/2001 ale byla poslední kvůli nedostatku sponzorů. V roce 2007 začal rozhlas koncerty znovu vysílat s plánem 52 koncertů za rok. Podnik zprvu sponzorovala petrolejářská společnost BP, WFMT vysílala na frekvenci 98,7 FM a na svém webu. Uskutečnilo se 39 nahrávek živých koncertů, jakož i významných nahrávek z rozsáhlé diskografie orchestru.
Od začátku roku 1953 se CSO začal objevovat v pořadech televizní stanice WGN-TV. V raných 60. letech začala stanice vysílat pořad Hudba z Chicaga s dirigentem Fritzem Reinerem. Jako hostující dirigenti zde vystoupili Arthur Fiedler, George Szel, Pierre Monteux a Charles Munch. Mnoho z těchto televizních koncertů z let 1953–1963 vyšlo na DVD.
Sir Georg Solti také řídil sérii koncertů CSO, které nahrála evropská společnost Unitel a vysílala je v 70. letech distribuční společnost Public Broadcasting Service. Později je vydala Decca na DVD.

## Chicagský občanský orchestr
V roce 1919 založil Frederick Stock Chicagský občanský orchestr. Jednalo se o cvičný orchestr, první svého druhu ve Spojených státech, organizačně spojený s hlavním orchestrem. Jeho cílem je získávat dosud neprofesionální hudebníky a vychovat z nich orchestrální hráče na vysoké úrovni. Mnozí z jeho hráčů zasedli později v hlavním chicagském orchestru nebo v jiných významných souborech. Svou jedinečnost v rámci USA si oba orchestry stále udržují.

## Hudební ředitelé a dirigenti
| - 1891–1905 Theodore Thomas - 1905–1942 Frederick Stock - 1943–1947 Désiré Defauw - 1947–1948 Artur Rodziński - 1950–1953 Rafael Kubelík - 1953–1963 Fritz Reiner - 1963–1968 Jean Martinon - 1968–1969 Irwin Hoffman - 1969–1991 Sir Georg Solti - 1991–2006 Daniel Barenboim - 2010 – současnost Riccardo Muti - 1969–1972 Carlo Maria Giulini – hlavní hostující dirigent - 1982–1985 Claudio Abbado – hlavní hostující dirigent - 1991–1997 Sir Georg Solti – hudební ředitel laureát - 1995–2006 Pierre Boulez – hlavní hostující dirigent, 2006–2016 emeritní dirigent - 2006-2010 Bernard Haitink – hlavní dirigent - 1987–1990 John Corigliano - 1990–1997 Shulamit Ran - 1997–2006 Augusta Read Thomas - 2006–2010 Osvaldo Golijov - 2006–2010 Mark-Anthony Turnage - 2010–2015 Anna Clyne - 2010–2015 Mason Bates - 2015–2018 Elizabeth Ogonek - 2015–2018 Samuel Adams - 2018 – současnost Missy Mazzoli | - Arthur Mees – 1896–1898 - Frederick Stock – 1899–1905 - Eric DeLamarter – 1918–1936 - Hans Lange – 1936–1946 - Tauno Hannikainen – 1947–1950 - Jiří Šik – 1950–1956 - Walter Hendl – 1958–1964 - Irwin Hoffman – 1964–1970 - Henry Mazer – 1970–1986 - Kenneth Jean – 1986–1993 - Michael Morgan – 1986–1993 - Yaron Traub – 1995–1999 - William Eddins – 1995–2004 - 1959–1963 Walter Hendl – umělecký ředitel - 1964–1968 Seiji Ozawa – hudební ředitel - 1969 Seiji Ozawa – hlavní dirigent - 1970–1972 István Kertész – hlavní dirigent - 1973–1993 James Levine – hudební ředitel - 1995–2003 Christoph Eschenbach – hudební ředitel - 2005–2015 James Conlon – hudební ředitel - 2018–2019 Marin Alsop – umělecký kurátor - 2020 – současnost Marin Alsopová – šéfdirigentka a kurátorka |

## Vyznamenání a ocenění
V listopadu 2008 ocenil britský hudební časopis Gramophone, specializující se na klasickou hudbu, CSO jako nejlepší orchestr v USA a pátý nejlepší na světě. Stejně ohodnotili hudební kritici orchestr v internetovém časopise Bachtrack v září 2015.

### Ceny Grammy
Nahrávky CSO získaly od Národní akademie hudebního umění a věd celkem 63 cen Grammy. 

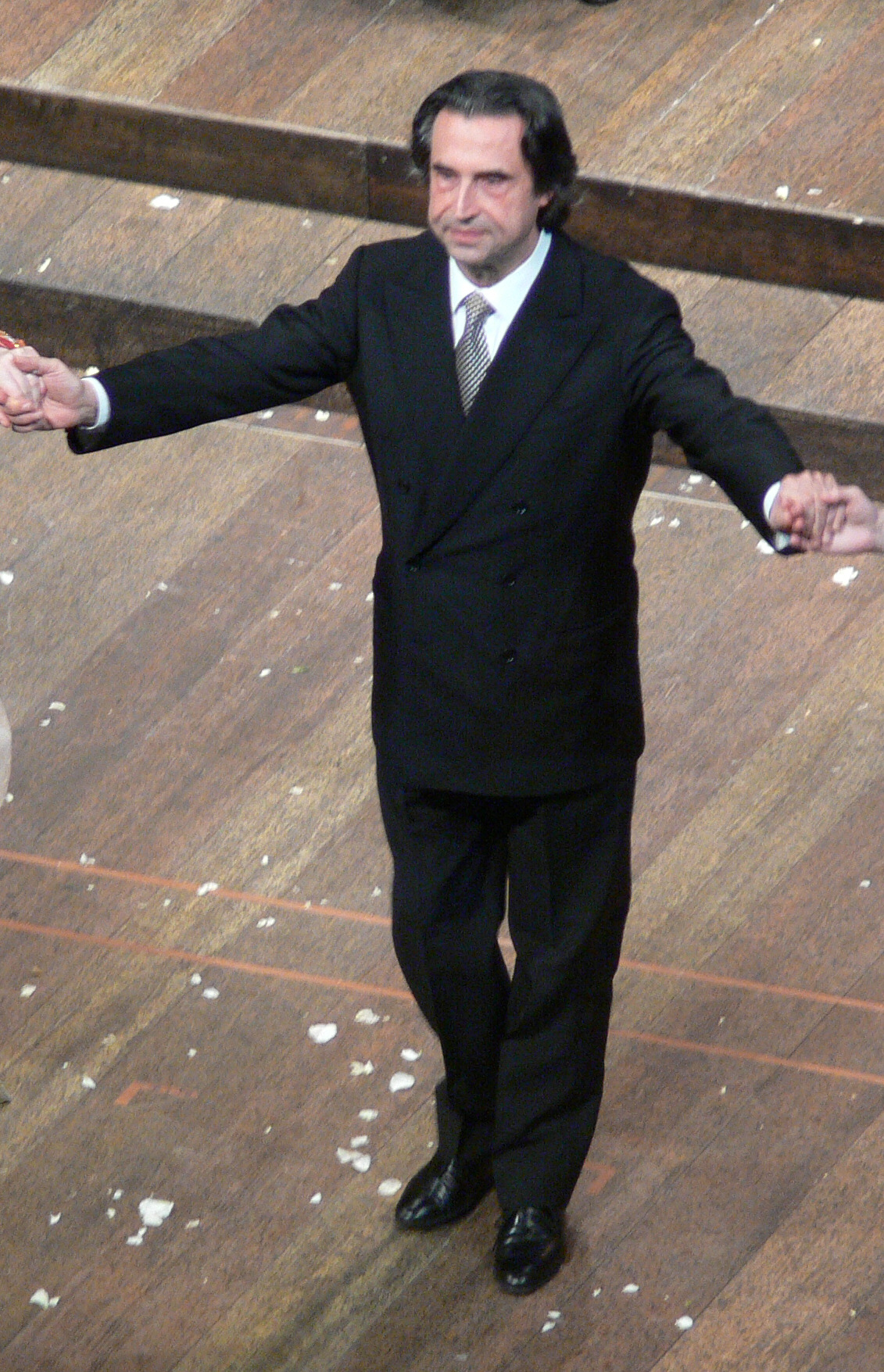
Riccardo Muti v roce 2008

Ricardo Muti získal dvě tyto ceny, obě s CSO, za nahrávku Verdiho Rekviem provedenou spolu se sborem filharmonie. Zároveň byl oceněn sbormistr Duain Wolfe. Nahrávka vyšla na labelu CSO Resound.
Bernard Haitink získal rovněž dvě Grammy. Jednu z nich s CSO za nahrávku Šostakovičovy 4. symfonie, která také vyšla na labelu CSO Resound.
Pierre Boulez obdržel 26 cen Grammy, z toho šest s CSO a jeho sborem. Boulez je na pátém místě co do množství mezi držiteli této ceny. První je Sir Georg Solti (31), následují Quincy Jones a Beyoncé (oba 28) a Alison Krauss (27). Boulez také v roce 2015 obdržel od Akademie cenu za celoživotní dílo.
Sir Georg Solti získal třicet jedna cen Grammy, více než kterýkoli jiný umělec. Kromě svých dvaceti čtyř cen s Chicagským symfonickým orchestrem a sborem získal sedm ocenění. Sir Georg Solti a producent John Culshaw navíc obdrželi v roce 1967 jako první cenu Grammy Trustees Award za první kompletní nahrávku opery Richarda Wagnera Prsten Nibelungův s Vídeňskými filharmoniky. Soltimu byla také roku 1995 udělena cena Akademie za celoživotní dílo.
Margaret Hillis, zakladatelka a dlouholetá ředitelka Chicagského symfonického sboru, získala devět cen Grammy za spolupráci orchestru a sboru.